# SMA HEET Project
SMA HEET Project（エスエムエー・ヒート・プロジェクト）は、2007年にソニー・ミュージックアーティスツ内でSMA NEET Projectの下部組織として立ち上げられたお笑い芸人のプロジェクトである。
所属している芸人は、新たにお笑い芸人を目指すものや、かつて他の事務所に所属していたものなどさまざまである。

## SMAイディオットライブ（笑）

### 開催日など
お笑いライブ「SMAイディオットライブ（笑）」を月1回第4土曜・日曜日に開催している（初め渋谷シアターD、のちBeach Vで開催）。
ライブでは上位から以下のクラスに分かれる。
- 大将
- 中将
- 小将
- 号外編A
- 号外編B
- 号外編C

毎月のライブで原則としてそれぞれのクラスの上位5組が昇格し、下位5組が降格となる（解散などがあった場合は昇格枠が増える）。また、タイムオーバーは減点対象となる。大将の上位5組はそれぞれのクラスのライブにおいてMCを務める。

### 出演条件
- 28歳以下
- 事務所等に所属・契約していないもの。

## 主な所属タレント
- あんどー単品
- イズシタ
- いよしん（アグレッシブ平賀／シゲオカ）
- えぐろ
- おこぜ（りゅーと／すます）
- おにぎりパンチ（DD／チーター）
- かでなりき
- キョウシャ！！（ちんあなご／しょうやムーン）
- 京山幸太
- グロリア（宮永大樹／牛来廉）
- シュウジとマッチ（マッチ／シュウジ）
- 深海クラブナイト（耕平ちゃん／ヒデtheシャイニー）
- じゃがいもlover（さっぺ／リカジョボヴィッチ）
- 千本ノック（DD柿沼／田辺成宏）
- 田中カタログ
- トンテントン（かいしょー／まっちょ）
- にたりひょん吉
- ハマトラ（ハマ前川／トラ久川）
- パラベーカ神殿（堀田にゃんこ／こーのせつ）
- バリカンポリス（柴田優生／ダディ）
- ヒキズリ鍋（植松達也／サガミ）
- 宮武ぜんた
- やす子
- ヨウナン（大橋空／斎藤柊平）
- YOSHINO（芳賀聖人／チタン）
- 和田輝実

## かつて所属していた主なタレント
- ポケットパラダイス （しげる／高橋且征）

HEET Project発足当初の最年長コンビでありHEET Project所属芸人達を取りまとめていた
2009年に退所し、その後ビッグワールドに移籍

### 引退・解散
- いい塩梅

松村はコンビ「ひつじねいり」を結成しマセキ芸能社に、久保田はトリオ「あはは」を結成し浅井企画に移籍
- 湘南デストラーデ

両者ピン芸人として在籍
- ディクソン（藤森紀匡／吉田雅一）
- じゃむ（牧山俊之／斉藤純）
- ノーマーク（シカゴ立元／マカオ吉井）
- ８番本間
- リージェントグラフ（松本学／玉舘陸）
- えびちりオクラ（佐々木綾子／大居身江）
- ぼんぼん（三浦淳一／鈴木孝志）
- ファインピース（福田優悟／福田恭介）
- 雨ごはん（多田美穂／室田泰典）
- 蝉しぐれクラシック（小林信也／上田雪博）
- ポンピングプレイ（ひで麿／すずきたかし／高橋辰人）
- モンチャック

森山はピン芸人「MORIYAMA」として在籍しその後SMA NEET Projectに移籍
- ディアンケト（中村将宗／江波秀浩）
- ばーまん（わたるくん／お寿司）
- ガッツ&ゴー（織部大地／JJ）
- バジリスクバジル
- ブランデーボンボン（吉川将／岡氏裕太）
- アリアロス（山本椋／山本昌幸）
- ☆ルリヲ☆

金指はピン芸人「4000年に一度咲く金指」としてライジング・アップに移籍
- レイチェル木村（木村太紀／レイチェル）
- あんぱんどら（東瀬大将／我妻弘基）
- 落石注意（山本義将／佐藤俊夫）
- ややうけ（能美次郎／篠崎誠）
- 奴子食堂（菊竹祥平／天野雄次郎）
- 777（大橋隆太／奈良本浩樹／中野光太）
- ハマヤ（岸泰寛／田中雄太）
- 五次元インパクト（キョウタロウ／ぜっとん）

### 移籍
・SMA NEET Projectに移籍
- 阿久津大集合
- あっぱれ婦人会（木下あや／天野裕加里）
- あやかしや（五味慧／新田博明）
- イマヒロ（ひろたま。／イマイ君）
- オカネモ（ながおこうき／ワキタKIN）
- がんばれ！ぶそんくん
- コウアクション
- 小仲くん
- Jaaたけや
- スピーディーハンター（タイガーDATE／聖王DATE）
- ズボンパーティ（ワーキング西／喜瀬木森）
- たむらちんの助
- 東京デリンジャー（冨塚拓実／キャロライン）
- 土星人マイナス（ゆうひりん／なりひら）
- ナチュラルボーン山﨑
- なんだよおまえ！ゆべし！
- 西ノ京（コバヤシ／イソタニ）
- 人間ドック（むしろ田中／秋葉たきび）
- のんのん（脇ボーガン／とっきー）
- 馬肉くじら（トリンドル対馬／まっきー♪#）
- ヒロ・オクムラ
- ホットパンツしおり
- ボートヨットカヌー（海豹／川ナイル）
- マカロン（前嶋大翔／舟久保匠）
- MANバーサス（ヨシタカ／かぶきますお）
- MORIYAMA
- 山嵜のおっさん
- わーミヤギ

・他事務所移籍
- あたためてプリン（デイジー／白石誰からも愛されたい）
- あの夏の思い出（平山卓哉／槐辰巳）

ライジング・アップに移籍
- ウェンズデイズ（天野ひかり／三橋雄斗）

ラフィーネプロモーションに移籍
- ガロイン

グレープカンパニーに移籍
- 夙川アトム

ASH&Dコーポレーションに移籍
- 中村ティーンズ洋介

トップ・カラーに移籍
- 電動スミス（トラックスミス／げんちゃん）
- ぶらっくさむらい

サンミュージックプロダクションに移籍
- ランジャタイ

オフィス北野を経て、グレープカンパニーに移籍

### 退社
- アイスミルクエメラルド（坂本工／徳永直子）
- アトランティス（島村智／嘉森厚史）
- アルパカのパカ
- 石井寿樹
- 石河純
- エコー（工藤香実／穐山絵梨子）
- えるむぱる☆（泉谷ゆき／井上 あみな）
- 大畠和輝
- オリジオリジナル
- かごしまね （ベビ子、内山沙織）
- かつまたじゅんいち
- カメムシ相馬
- 頑張れヒロムくん
- 吉日
- 吉川 唯之
- くまがいりえ
- 恋する、哲学者たち（中辻康太／畑英之）
- コレステくん
- 今野淳平
- 汐田パンダ
- しぶけん
- ジュリン
- 竹内ヒロキ
- ダンディ☆ベイベー（富田政貴与／篠昌樹）
- チューチューチュー（加古川良太／加古川クエ）
- TWOトップ（ヒロ／タカ）
- 天神ビクトリーファクトリー（鐘ヶ江壮一郎／緒方和正）
- ドンキーモンティー（川村大地／元田忠久）
- とんび&けいた（目谷慶太／斉藤順子）
- なに言ってんすか竹下
- パリのくまさん（えりぴょん／星佑樹）
- ハーレー桃多
- ふじおマーベリック
- プリンセス愛華
- ペケオーペケ（天宮アイル／古田マン）
- ペンチ水尾
- ほほえみのばくだん（井上たつや／鬼塚翔）
- まきしまきお
- マシャスタイル
- 幼緑隊（宮崎／リカにゃん）
- 吉田崇洋
- ロッキーいしみね

## ライブ会場（Beach V）
- 2007年に有楽町線千川駅近くにソニー・ミュージックアーティスツのお笑い部門常打ちライブハウスとしてオープン。
- 2006年に急逝した村田渚の遺志を継いでいこうというコンセプトのもと、「村」=VILLAGEからV、「渚」=Beachと、村田の名を由来としている。